# North American F-86H Sabre
La versione F-86H del North American F-86 Sabre fu una variante specificamente destinata al ruolo di "cacciabombardiere", caratterizzata cioè dalla capacità di effettuare attacchi a bersagli a terra con il suo armamento aria-suolo pur mantenendo le caratteristiche di dogfither nel caso di combattimenti contro aerei nemici.
Preceduti da due prototipi, derivati con il numero di progetto "NA-187" dall'F-86F e denominati YF-86H, furono costruiti 473 esemplari di serie, realizzati esclusivamente presso gli impianti della North American Aviation di Columbus (nell'Ohio).
Questi velivoli furono impiegati esclusivamente da reparti delle United States Armed Forces, le forze armate statunitensi: inizialmente dalla United States Air Force e, in seguito, dai reparti della National Guard of the United States e della United States Navy.

## Storia del progetto

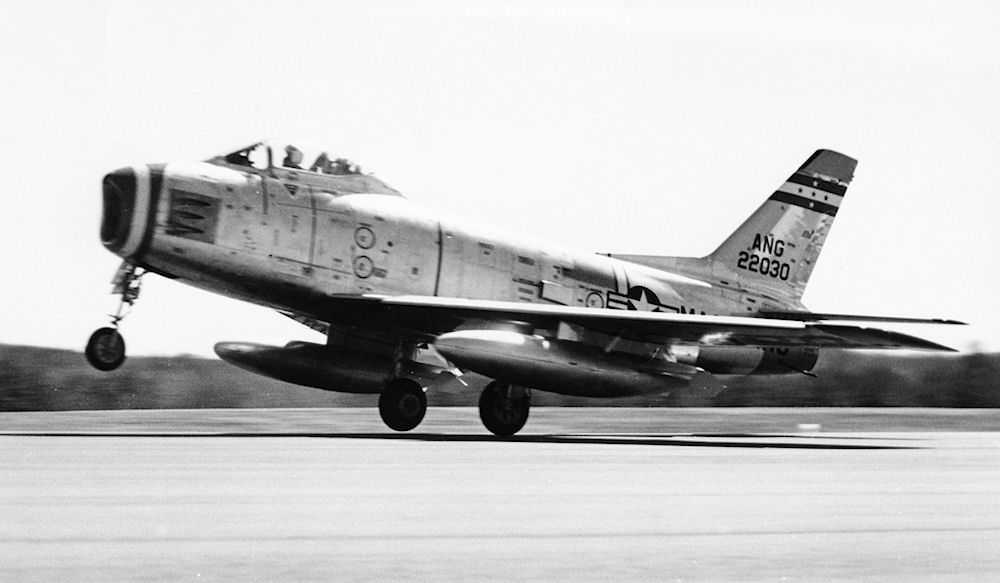
Un F-86H con le insegne del 131st Tactical Fighter Squadron dellAir National Guard.

Lo sviluppo della futura versione F-86H del Sabre ebbe inizio nel marzo del 1951, con la designazione di fabbrica "NA-187". L'idea alla base della nuova versione consisteva nell'impiego del turbogetto General Electric J73, in grado di erogare una spinta pari a 8 920 libbre forza (39,7 kN), valore che rappresentava un considerevole incremento rispetto alle 6 090 libbre forza (27,1 kN) di cui era capace il J47 utilizzato sui contemporanei F-86F.
L'impiego di un motore in grado di generare maggiori valori di spinta era determinato dalla necessità di mantenere prestazioni elevate pur in presenza di un maggiore carico bellico; le diverse caratteristiche del J73 richiedevano un più ampio flusso d'aria per garantirne la corretta alimentazione ed influenzarono le forme del Sabre, la cui fusoliera venne ampliata sia nel diametro che nella lunghezza.
I primi due esemplari, considerati macchine di "preserie" e pertanto denominati YF-86H, uscirono dagli impianti della North American di Inglewood nella primavera del 1953; il battesimo del volo ebbe luogo il 30 aprile (ma altra fonte indica "in maggio"). Inizialmente progettati per l'impiego della stessa ala che equipaggiava in origine gli F-86A, quindi dotata di ipersostentatori del bordo d'attacco, i primi centododici esemplari di serie furono denominati F-86H-1-NH e, a partire dal quindicesimo esemplare, furono equipaggiati con l'ala "6-3" da poco comparsa sulla versione da caccia F-86F-30. La produzione in serie degli F-86H-1 iniziò nel settembre del 1953 ma fu rallentata sia da necessità industriali (fu data la precedenza alla realizzazione degli F-86F-25) sia dall'insorgere di problemi meccanici che causarono anche incidenti rilevanti, in uno dei quali perse la vita l'asso della guerra di Corea Joseph C. McConnell.
A partire dal mese di gennaio del 1955 fu messa in produzione la versione F-86H-5, che differiva dalla precedente per l'impiego di quattro cannoni M39 calibro 20 mm  in al posto delle sei mitragliatrici Browning M3 calibro 0.50 (12,7 mm) fino ad allora standard su tutte le versioni del Sabre; l'intera serie "H-5" era costituita da sessanta aerei la cui produzione fu completata prima della fine del mese di febbraio.
Nello stesso tempo ebbe inizio la realizzazione dell'ultima serie di F-86H: si trattava di una variante indicata con il codice di fabbrica "NA-203" che differiva dalle precedenti per l'utilizzo di una nuova versione del motore J73-GE e per l'aggiornamento dell'equipaggiamento elettronico di bordo. I trecento aerei che componevano il lotto denominato dall'USAF "F-86H-10" vennero realizzati tra i mesi di gennaio del 1955 e quello di aprile dell'anno successivo; gli ultimi dieci velivoli erano equipaggiati con l'ala del tipo "F-40", che in seguito fu installata su tutti gli F-86H ancora in servizio sia con l'USAF che con la ANG.

## Tecnica

### Cellula
Sviluppando la cellula del caccia F-86F, la North American previde di alloggiarvi il motore General Electric J73 ampliandone, almeno marginalmente, le dimensioni di lunghezza, incrementata di circa 2 piedi (61 cm),  profondità (6 cm) e larghezza (anche in questo caso, di pochi centimetri). Il maggior diametro della fusoliera era necessario per ampliare la presa d'aria frontale mentre l'incremento del volume interno così ricavato fu sfruttato per alloggiare le componenti accessorie del motore e ampliare la capienza dei serbatoi di carburante, la cui capacità passò da 435 a 562 galloni americani (2 130 L).
Per quanto concerne le superfici alari, il progetto iniziale prevedeva di mantenere invariate le ali rispetto alle versioni in corso di produzione (caratterizzate quindi dalla presenza di ipersostentatori al bordo d'entrata, o slat), applicandovi, all'intradosso, quattro piloni capaci di trasportare sia carichi offensivi che serbatoi supplementari di carburante. A partire dal quindicesimo esemplare di serie, l'ala fu modificata secondo quanto recentemente realizzato sull'F-86F: priva di ipersostentatori nel bordo d'entrata, aveva corda allungata di 6 pollici (15,2 cm) alla radice e di 3 pollici (7,6 cm) all'estremità e presentava una piccola paratia disposta lungo la linea di corda sull'estradosso dell'ala a circa il 70% della sua apertura. Nota come "ala 6-3" questa nuova configurazione fu presente su tutti gli F-86H fino a che, a partire dagli ultimi dieci esemplari e retroattivamente su tutti i velivoli ancora in servizio, non fu introdotta la soluzione nota come "F-40" che reintroduceva, senza ulteriori modifiche sostanziali, gli ipersostentatori nel bordo d'entrata.
L'impennaggio presentava superfici orizzontali di maggior estensione, realizzate in un unico pezzo che fungeva contemporaneamente da stabilizzatore e da equilibratore; analogamente a quanto già sperimentato sulla versione F-86D, i piani orizzontali avevano angolo di diedro neutro. Anche il piano verticale era più alto e profondo, per cui aveva superficie complessiva più ampia rispetto a quello dell'F-86F, anche se il timone era più piccolo.
L'abitacolo dell'F-86H era il più spazioso tra tutti quelli dei Sabre fino ad allora prodotti e riprendeva dall'F-86D sia il sistema di eiezione del seggiolino del pilota, sia il sistema di chiusura del cupolino, incernierato alla fusoliera nella sezione posteriore.

### Motore
Per quanto derivato dal precedente General Electric J47, riproponendone pertanto l'architettura con compressore assiale, il nuovo J73 ne differiva in modo considerevole, in particolare nella disposizione delle componenti di trasmissione del moto alle apparecchiature complementari, trasferite dal centro del compressore all'esterno della struttura principale.
Grazie allo spazio resosi disponibile, la portata d'aria in ingresso cresceva significativamente garantendo così al GE-J73 la possibilità di generare una spinta molto maggiore (circa il 45% in più) rispetto a quella delle contemporanee versioni del GE-J47.

### Sistemi d'arma
I primi centoquattordici esemplari di F-86H furono equipaggiati con sei mitragliatrici M3 a causa dei problemi sorti con l'impiego del cannone T-160 sperimentato nel "Progetto GunVal" su alcuni esemplari di F-86E ed F-86F.
Il T-160, cannone revolver più tardi conosciuto come M39, fu quindi installato sugli esemplari successivi: complessivamente ogni F-86H alloggiava nella classica posizione frontale due cannoni calibro 20 mm per ogni lato della presa d'aria; ognuna delle quattro armi era dotata di duecento proiettili. Gli organi di mira erano costituiti da un mirino "A-4 GBR" collegato al radar di misurazione della distanza "AN/APG 30".
I quattro piloni esterni dell'F-86H potevano trasportare fino a 2 400 libbre (1 100 kg) di carico, che poteva essere costituito da serbatoi di combustibile, bombe, razzi o serbatoi di Napalm. Analogamente alla variante F-86F-35, anche l'F-86H era stato concepito per poter trasportare e lanciare una bomba atomica; anche in questo caso nella manovra di sgancio il pilota era guidato dal sistema Low Altitude Bombing System (LABS) "M-1" che indicava il punto esatto per il rilascio dell'ordigno.

## Impiego operativo

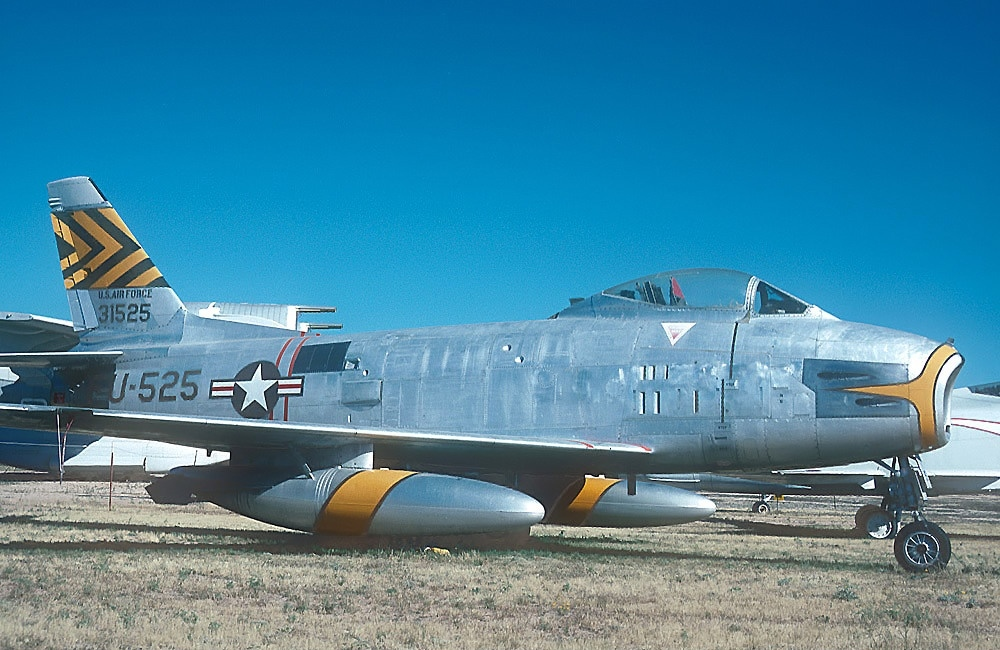
L'esemplare di F-86H conservato presso il Pima Air & Space Museum di Tucson in Arizona.

Scherzosamente denominato Sabre "Hog", l'F-86H in molti casi esprimeva prestazioni migliori rispetto a quelle degli esemplari cacciabombardiere della versione F-86F: lo spazio necessario per il decollo era più breve, la velocità variometrica era più elevata e la quota operativa raggiungibile era maggiore. L'impiego dei cannoni, in sostituzione delle mitragliatrici, lo rendeva anche più distruttivo negli attacchi contro bersagli a terra.
Il primo esemplare di serie fu consegnato al 312th Fighter Bomber Wing presso la "Clovis Air Force Base" nel Nuovo Messico nell'autunno del 1954. L'F-86H fu schierato complessivamente nei reparti di cinque wing, tra i quali il 50th Fighter Bomber Wing inquadrato nel Tactical Air Command e schierato (dalla primavera del 1956) sulla Base aérienne 136 Toul-Rosières, nei pressi di Toul, in Francia.
Ben presto surclassato nelle prestazioni dalla comparsa dei primi velivoli appartenenti alle Century Series, nelle file dell'United States Air Force l'F-86H ebbe vita operativa piuttosto contenuta tanto che già nel giugno del 1958 tutti gli esemplari ancora operativi erano transitati nelle file della National Guard of the United States. Utilizzato da almeno dodici Squadron della Air National Guard l'F-86H tornò nei cieli europei in occasione della crisi di Berlino del 1961, con il 101st e il 131st Tactical Fighter Squadron della Massachusetts ANG.
Non trova riscontro unanime l'ultimo impiego di un F-86H, in quanto si trovano indicazioni dell'ultimo volo ufficiale nel settembre del 1970 così come l'indicazione della dismissione, da parte del 138th Tactical Fighter Squadron della New York ANG nel mese di gennaio del 1972.
Al termine della loro carriera con la Guardia Nazionale, trentadue F-86H, scelti tra gli esemplari con minor numero di ore di volo, furono acquisiti dalla United States Navy trasformati in "bersagli volanti" e denominati QF-86H, utilizzabili sia con pilota a bordo che con pilotaggio remoto; alcuni di questi esemplari furono utilizzati come "simulatore" di velivoli nemici nei programmi di addestramento dei piloti, stante le loro caratteristiche di volo simili a quelle dei Mikoyan-Gurevich MiG-17 e MiG-19.
Nel 1969, durante la guerra del Vietnam, l'US Navy riuscì a catturare un MiG-19 che fu sottoposto a prove di volo comparative con un paio di F-86H all'epoca in servizio con la ANG, all'interno di un programma top secret denominato "Have Drill".

## Utilizzatori
Stati Uniti
- United States Air Force
- United States Navy

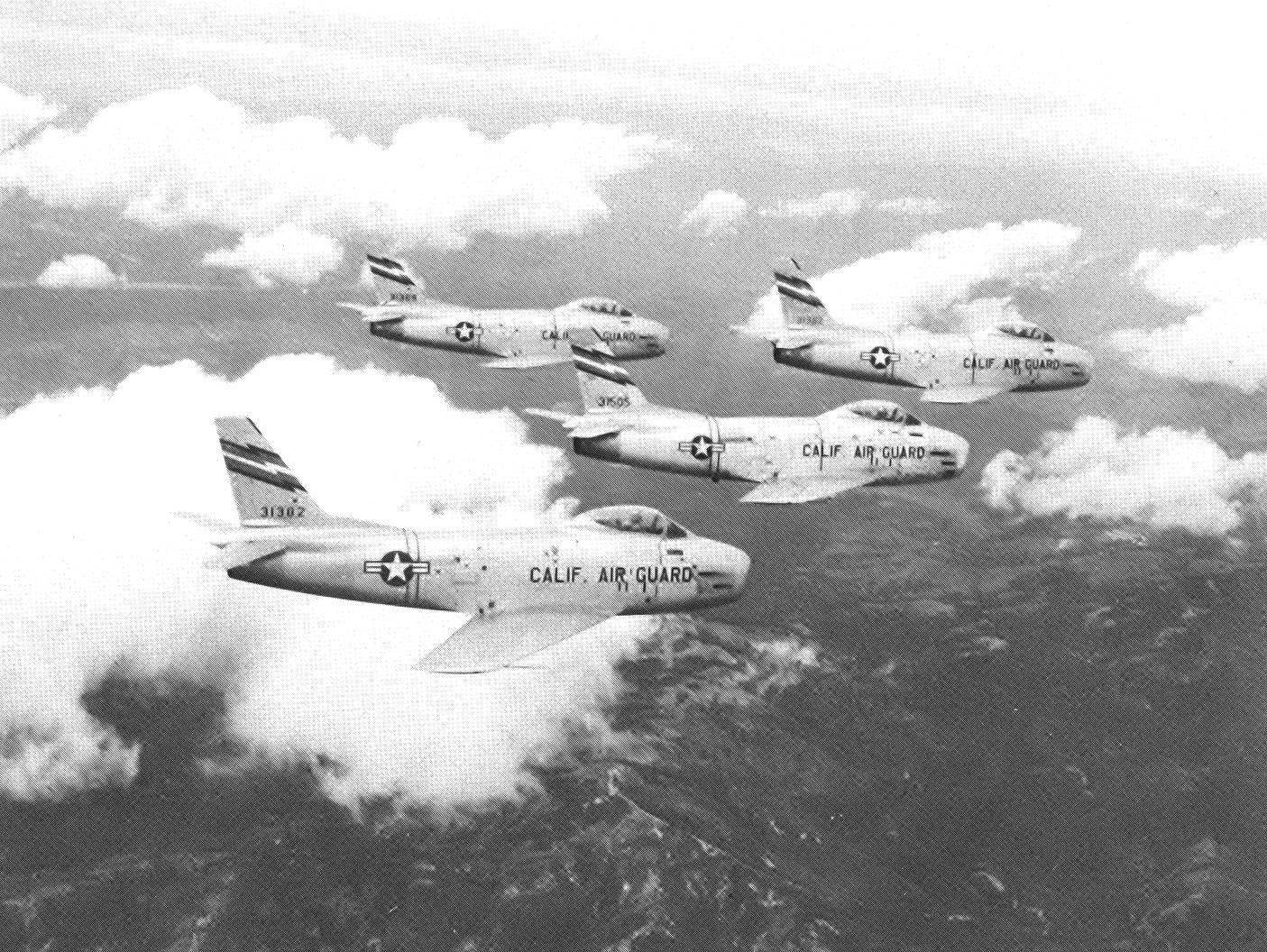
Squadriglia di F-86H del 195th Fighter Interceptor Squadron.

- National Guard of the United States

### Annotazioni
1. ↑  I diversi "blocchi produttivi" erano identificati mediante i numeri "1", "5", "10" (e progressivamente incrementati di 5 unità); i numeri intermedi erano utilizzati per identificare eventuali successive modifiche relative ai singoli blocchi, per cui gli esemplari indicati come "F-86H-1" appartenevano al primo blocco produttivo mentre il secondo lotto venne identificato con la denominazione "F-86H-5".
2. ↑  dal numero in pollici delle modifiche apportate
3. ↑  In quanto presentata per la prima volta sui velivoli della serie F-86F-40
4. ↑  Almeno tanto da giustificare la modifica della designazione
5. ↑  Quali, ad esempio, le pompe degli impianti di alimentazione e di lubrificazione.
6. ↑  In evidente assonanza con la denominazione "Dog" della versione "D"; la traduzione letterale di "Hog" è "maiale", ma nello slang americano ha anche il significato di "ciccione".

### Fonti
1. ↑  North American F-86H Sabre, in "www.joebaugher.com".
2. 1 2 3 4 5  North American F-86 Sabre, in "www.uswarplanes.net".
3. 1 2 3 4  Curtis, 2000, p. 102.
4. 1 2 3 4 5 6 7 8 9 10 11 12 13 14 15 16 17 18 19 20  Joseph F. Baugher, "North American F-86H Sabre" in "www.joebaugher.com".
5. ↑  Greg Goebel, "The North American F-86 Sabre - [2.4] F-86H" in "www.airvectors.net".
6. ↑  Curtis, 2000, p. 92.

### Pubblicazioni
- (EN) Larry Davis, F-86 Sabre, in In Action, n. 33, Carrollton, Texas, USA, Squadron Signal Publications, ottobre 1979, ISBN 978-0-89747-032-2.
- (EN) Larry Davis, F-86 Sabre, in In Action, n. 126, Carrollton, Texas, USA, Squadron Signal Publications, dicembre 1992, ISBN 978-0-89747-282-1.
- (EN) Larry Davis, F-86 Sabre, in Walk Around, n. 21, Carrollton, Texas, USA, Squadron Signal Publications, gennaio 2000, ISBN 978-0-89747-409-2.